# Газакс-э-Баккарис
Газа́кс-э-Баккари́с (фр. Gazax-et-Baccarisse) — коммуна во Франции, находится в регионе Юг — Пиренеи. Департамент — Жер. Входит в состав кантона Монтескью. Округ коммуны — Миранд.
Код INSEE коммуны — 32144.

## География

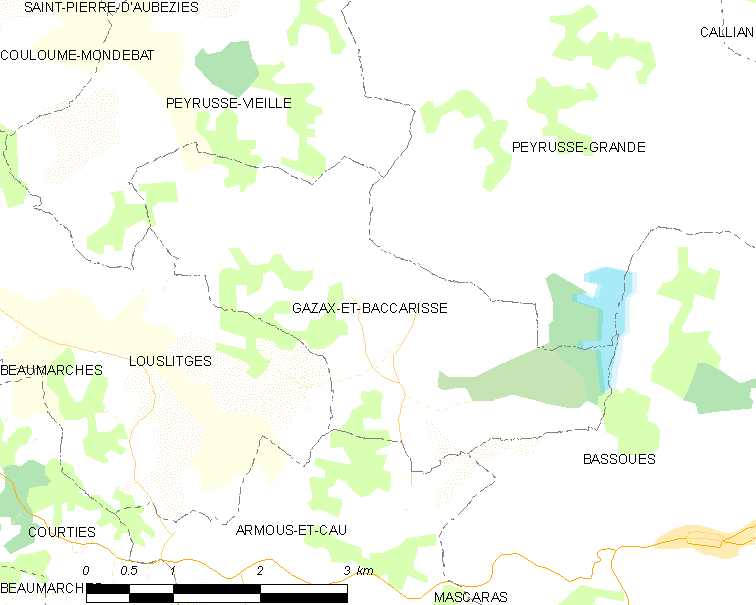
Карта коммуны

Коммуна расположена приблизительно в 610 км к югу от Парижа, в 105 км западнее Тулузы, в 32 км к западу от Оша.
По территории коммуны протекают реки Дуз и Озу.

## Климат
Климат умеренно-океанический. Лето жаркое и немного дождливое, температура часто превышает 35 °С. Зимой часто бывает отрицательная температура и ночные заморозки. Годовое количество осадков — 700—900 мм.

## Население
Население коммуны на 2010 год составляло 85 человек.
| 1962 | 1968 | 1975 | 1982 | 1990 | 1999 | 2010 |
| ---- | ---- | ---- | ---- | ---- | ---- | ---- |
| 123  | 119  | 115  | 129  | 106  | 99   | 85   |

## Администрация
| Период | Период | Фамилия        | Партия | Примечания           |
| ------ | ------ | -------------- | ------ | -------------------- |
| 2001   | 2008   | Жан-Поль Шовен |        |                      |
| 2008   | 2014   | Ролан Сорд     |        | генеральный советник |
| 2014   | 2020   | Ришар Барб     |        |                      |

## Экономика
В 2010 году среди 53 человек трудоспособного возраста (15-64 лет) 34 были экономически активными, 19 — неактивными (показатель активности — 64,2 %, в 1999 году было 72,1 %). Из 34 активных жителей работали 31 человек (17 мужчин и 14 женщин), безработных было 3 (2 мужчин и 1 женщина). Среди 19 неактивных 4 человека были учениками или студентами, 13 — пенсионерами, 2 были неактивными по другим причинам.

## Достопримечательности
- Церковь XV века. Исторический памятник с 1993 года[4]
- Замок Риберет